# Fontanka

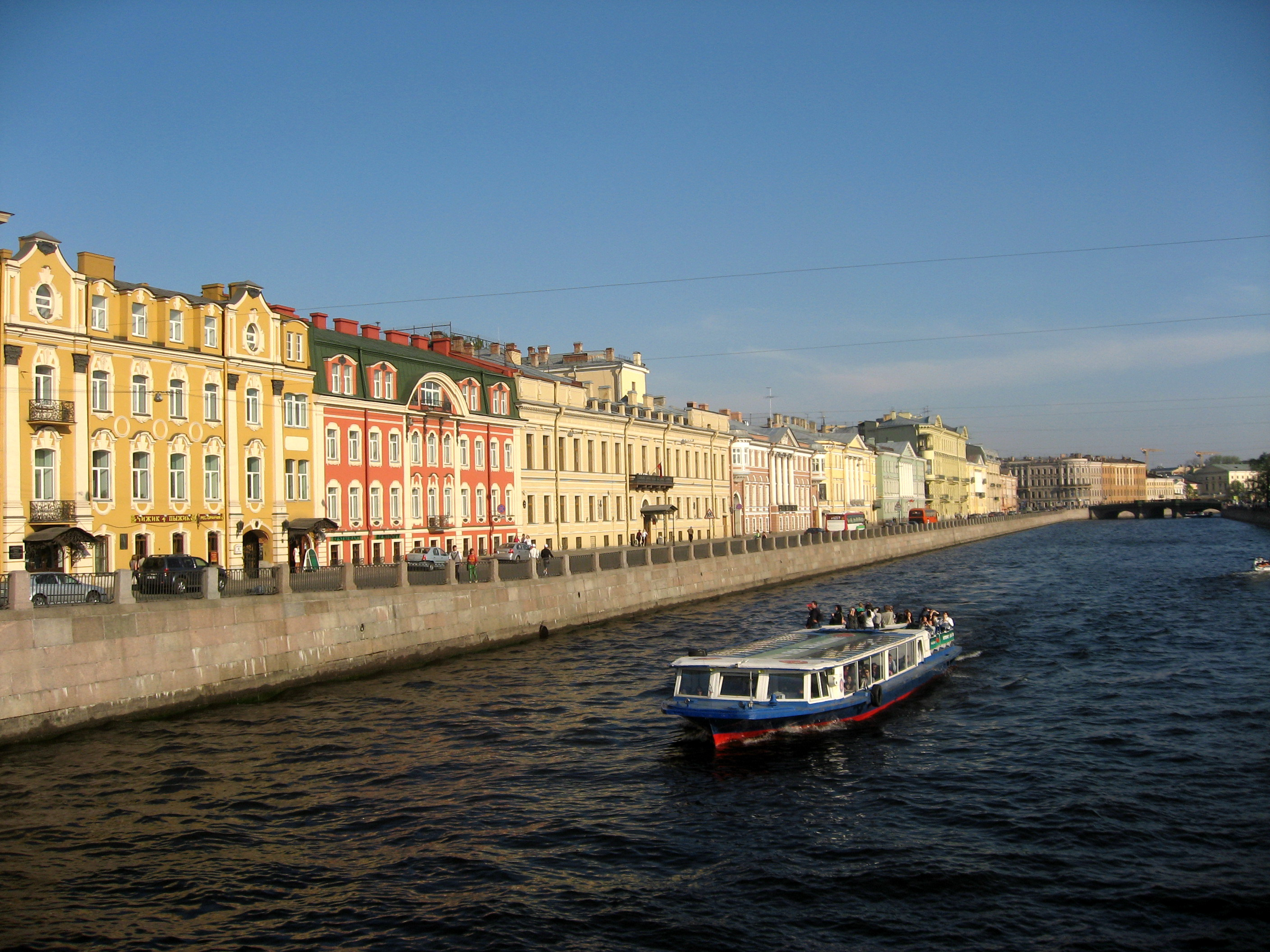
Fontanka.

Fontanka (ryska: Фонтанка) är ett vattendrag i Ryssland, en av flodet Nevas armar, som rinner genom centrala Sankt Petersburg. Fontanka är 7,6 km lång, har ett maximalt djup på 3,5 m samt en största bredd på 70 m.
Fontanka kallades för Den namnlösa ån (ryska: Безымянный ерик) fram till cirka 1712–1714 då den fick det nuvarande namnet i samband med att den började förse de många fontänerna i Sommarträdgården med vatten. Fram till mitten av 1700-talet utgjorde den Sankt Petersburgs södra gräns.
Fontanka korsas av ett flertal broar, däribland Anitjkovbron på huvudgatan Nevskij prospekt. Vid flodens kaj reser sig flera kulturhistoriskt värdefulla byggnader bland vilka märks Anitjkovpalatset, Tovstonogov-teatern, Ryska nationalbibliotekets Katarina-institut samt det hus där poeten Aleksandr Pusjkin bodde från 1817 till 1820.